# Vancouver Convention Centre

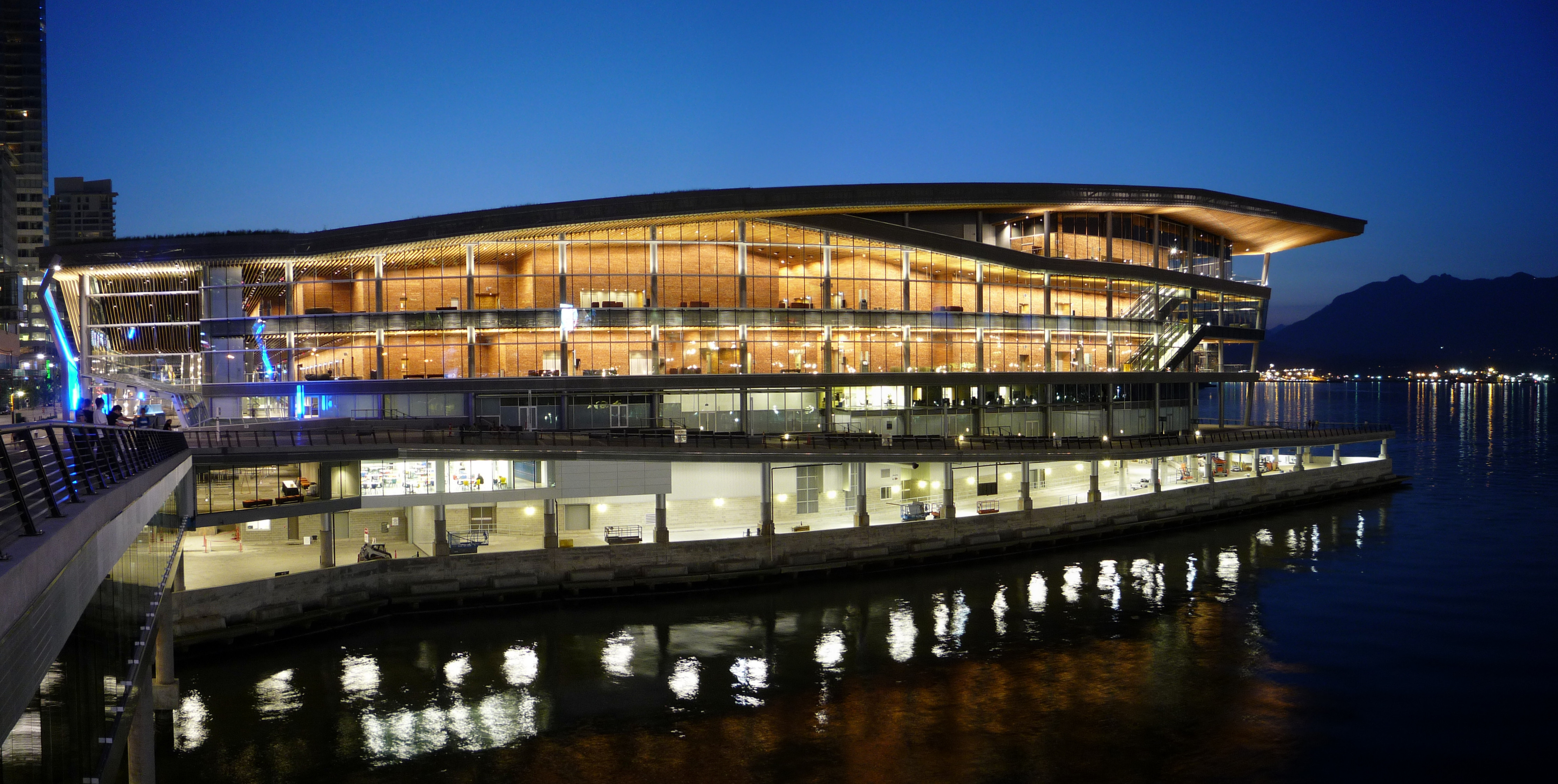
De westvleugel (2009)

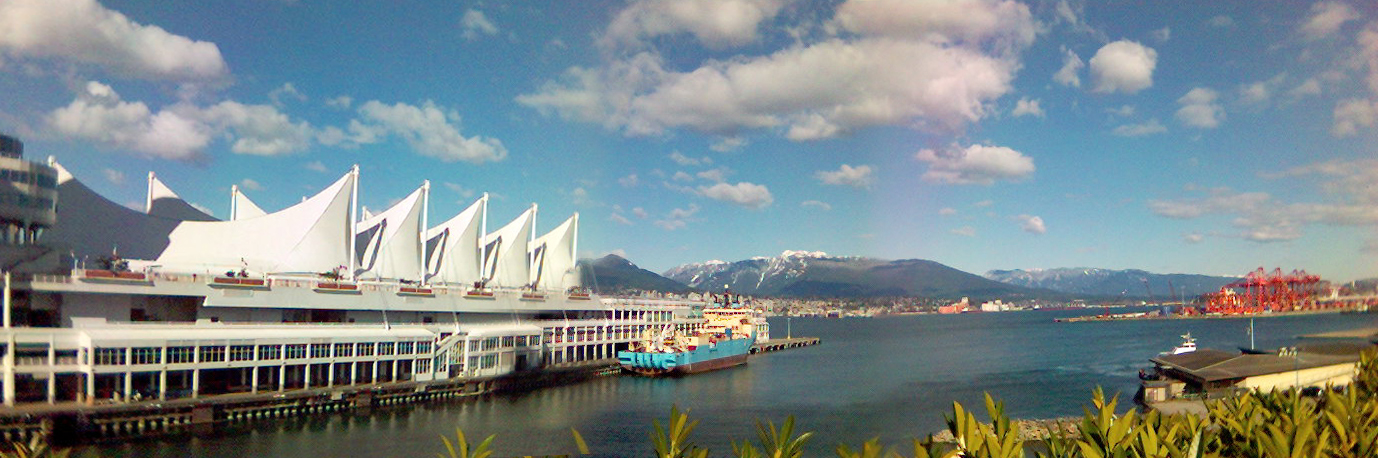
De oostvleugel (1985)

Het Vancouver Convention Centre (het voormalige Vancouver Convention & Exhibition Centre) is een congrescentrum in het centrum van Vancouver. Het is een van de grootste congrescentra in Canada; sinds de opening van de westvleugel in 2009 bedraagt het totale oppervlak 43.991 m². De oostvleugel van het congrescentrum huist in Canada Place, dat werd gebouwd voor de Expo 86. Het congrescentrum is eigendom van het staatsbedrijf BC Pavilion Corporation.

## Evenementen
Het congrescentrum werd oorspronkelijk gebouwd voor de wereldtentoonstelling van 1986. In 2010 huisde in het gebouw het internationale media- en perscentrum voor de Olympische Winterspelen.